# Pijanowice (przystanek kolejowy)
Pijanowice – zamknięty w 1965 roku i zlikwidowany w 1972 roku kolejowy przystanek osobowy na linii kolejowej Domachowo – Karzec w Pijanowicach, w województwie wielkopolskim, w Polsce. Został zbudowany w 1903 roku.